# فورد مدل ای‌ای
فورد مدل ای‌ای (Ford Model AA) خودرویی است که در سال‌های ۱۹۲۷ تا ۱۹۳۲تولید شده‌است. عرض آن در حالت طبیعی ۶۷ اینچ (۱٬۷۰۲ میلیمتر) است. سیستم جعبه‌دندهٔ آن ۴ دنده به صورت دستی است.